# Lillian Fontaine
Lilian Augusta Ruse, connue sous le nom de Lillian Fontaine, née le 11 juin 1886 à Reading, Berkshire, Royaume-Uni et morte le 20 février 1975 à Santa Barbara, Californie, États-Unis, est une actrice britannique. 

## Biographie
Elle épouse Walter Augustus de Havilland, avocat britannique. Sa première fille, Olivia de Havilland, naît en 1916. Sa seconde fille, Joan, naît en 1917 et prend plus tard le nom de Fontaine. Elles deviennent toutes deux des stars hollywoodiennes. Lilian et Walter divorcent en 1919. Elle se remarie à George M. Fontaine, en 1925.

## Filmographie

### Cinéma
- 1945 : Le Poison (The Lost Weekend) de Billy Wilder : Mme St. James
- 1946 : Le Médaillon (The Locket) de John Brahm : Lady Wyndham
- 1947 : Ma femme, la capitaine (Suddenly, It's Spring) de Mitchell Leisen : La mère de Mary
- 1947 : Time Out of Mind de Robert Siodmak : Tante Melinda
- 1947 : Suprême aveu (en) (The Imperfect Lady) de Lewis Allen : Clive Loring
- 1947 : Le Crime de Madame Lexton (Ivy) de Sam Wood : Lady Flora
- 1953 : The Bigamist d'Ida Lupino : Miss Higgins, propriétaire